# Нада Поповић
Нада Поповић (Крушевац, 1921- Јастребац, 1943) била је учесница Народно ослободилачке борбе и секретар СКОЈ-а за Расински округ.

## Биографија
Нада Поповић рођена је 1921. године у Крушевцу. Гимназију је завршила у родном граду, а после тога се уписала на Правни факултет у Београду. Када је избио рат, Нада је већ била истакнути омладински и партијски радник Крушевца. Априла 1942. године, била је, као секретар СКОЈ-а за Расински округ и члан ОК КПЈ, ухапшена у Крушевцу. Полиција и фашисти су је толико мучили да је морала да буде пребачена у болницу услед прелома руку и других компликација насталих током тортуре. Одатле је уз помоћ Партије и другова из Расинског партизанског одреда, побегла септембра месеца и придружила се Расинском партизанском одреду
Погинула је на Јастрепцу 1943. године.
Њена сестра, такође партизанка Радмила Поповић и отац су стрељани, док је млађи брат после ослобођења преминуо од туберкулозе коју је добио у Смедеревској Паланци, где је боравио у Заводу за васпитање омладине.
Биста Наде Поповић откривена је 1972. године испред основне школе која носи њено име. Аутор дела је Димитрије Симић.